# دجا مولیپولا
دجا مولیپولا (انگلیسی: Dejah Mulipola؛ زادهٔ ۱۹ فوریهٔ ۱۹۹۸) بازیکن سافت‌بال است.
وی در مسابقات کشوری و بین‌المللی در مجموع برندهٔ ۱ مدال نقره شده‌است.